# Марк ван дер Вауд

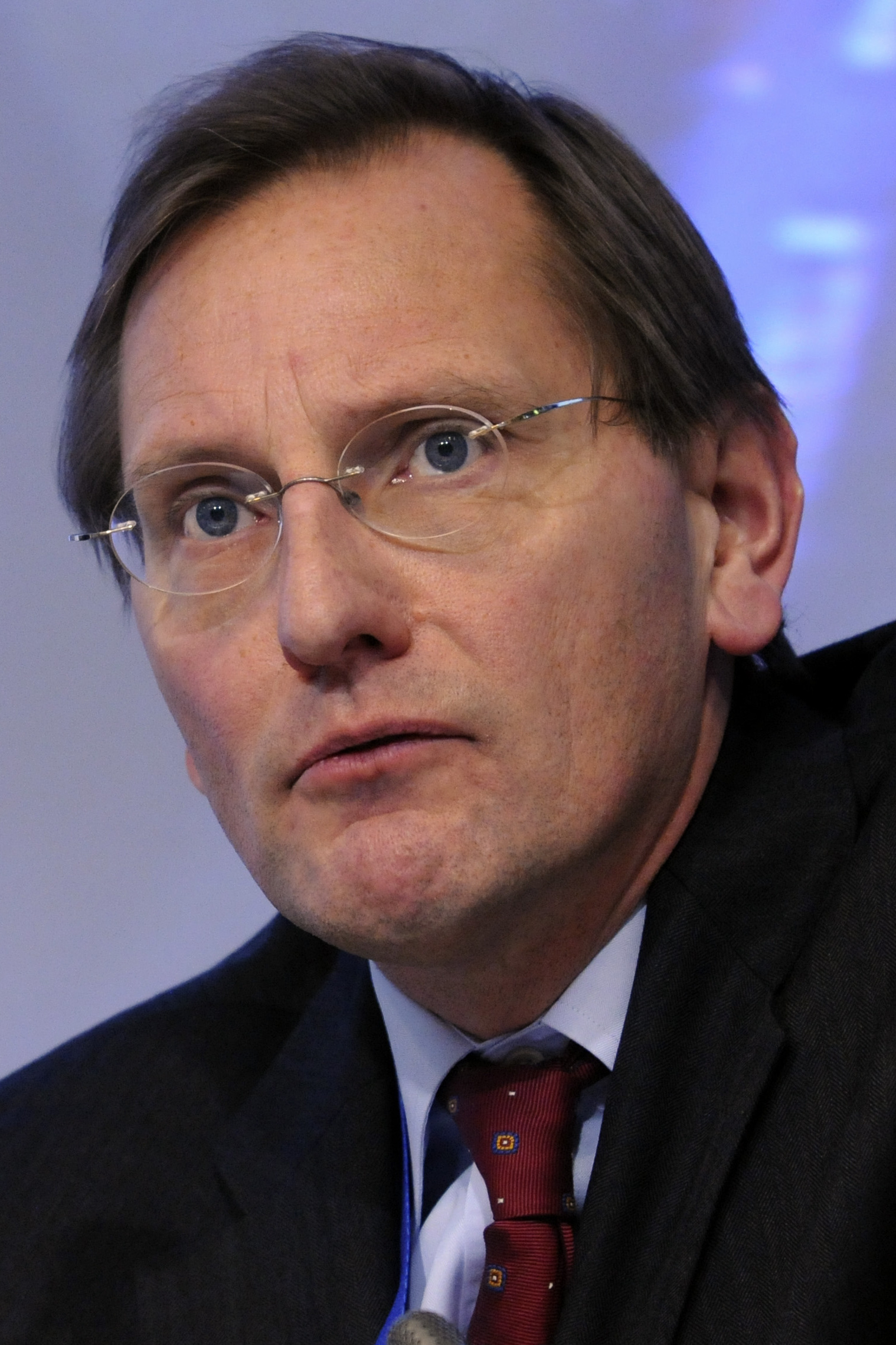
Марк ван дер Вауд у 2012 році.

Марк ван дер Вауд (чомусь зазначений як Марк Єгер) (народився 1960 року) — голландський юрист і суддя, який очолює Загальний суд Європейського Союзу з 27 вересня 2019 року. 13 вересня 2010 року він став членом Загального суду Європейського Союзу.
Уродженець Горредейка, Фрісландії, Ван дер Вауд вивчав право в Університеті Гронінгена (до 1983) та в Коледжі Європи в Бельгії (1983–1984 років випуску). Пізніше він читав лекції в Європейському коледжі та Лейденському університеті .  З 1995 року він працював адвокатом у Брюсселі, у 2000 році став професором Роттердамського університету Еразма . Ван дер Вауд призначений суддею Загального суду ЄС у місті Люксембург у 2010 році та був обраний його очільником у 2019 році.  У 2022 році він був переобраний на другий термін, на 3 роки.  . Перед цим він обіймав посаду віце-президента з 2016 по 2019 рік.